# Пшивуз
Пшивуз (пол. Przywóz) — село в Польщі, у гміні Вешхляс Велюнського повіту Лодзинського воєводства.
Населення — 281 особа (2011).
У 1975-1998 роках село належало до Серадзького воєводства.

## Демографія
Демографічна структура станом на 31 березня 2011 року:
|          | Загалом | Допрацездатний вік | Працездатний вік | Постпрацездатний вік |
| -------- | ------- | ------------------ | ---------------- | -------------------- |
| Чоловіки | 148     | 25                 | 111              | 12                   |
| Жінки    | 133     | 27                 | 73               | 33                   |
| Разом    | 281     | 52                 | 184              | 45                   |